# Egyptens tjugoåttonde dynasti
Egyptens tjugoåttonde dynasti varade 404–399 f.Kr. Dynastin räknas oftast till Sentiden i det forntida Egypten. Den tjugoåttonde dynastin startade som ett egyptiskt uppror i början av perserkungen Artaxerxes II:s regeringstid. Dynastins enda härskare Amyrtaios besegrades dock efter endast fem år av egyptiern Neferites I som grundade den tjugonionde dynastin.
| Namn      | Datum         |
| --------- | ------------- |
| Amyrtaios | 404–399 f.Kr. |